# Carel de Moor

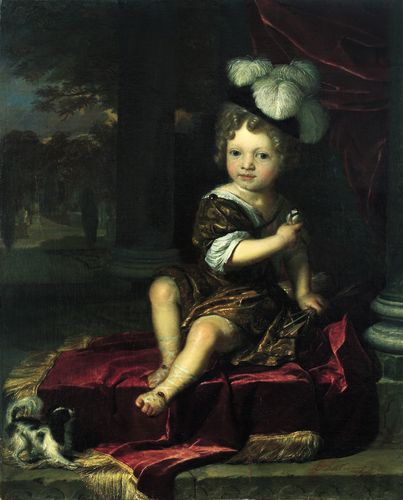
Portret dziecka z sikorką (1690), Muzeum Narodowe we Wrocławiu

Carel de Moor (ur. 25 lutego 1655 w Lejdzie, zm. 16 lutego 1738 w Lejdzie lub Warmond) – holenderski rytownik i malarz.
Jego nauczycielami byli Gerard Dou, Frans van Mieris i Godfried Schalcken. Artysta związany z Lejdą, gdzie był członkiem gildii św. Łukasza. Malował początkowo sceny rodzajowe i historyczne, później głównie portrety, które cieszyły się wielką popularnością. Pracował m.in. dla cesarza Karola VI. 
W Muzeum Narodowym we Wrocławiu znajduje się Portret dziecka z sikorką.